# Tour of Japan
Tour of Japan – wieloetapowy wyścig kolarski rozgrywany w Japonii, co roku w maju. Od 2005 należy do cyklu UCI Asia Tour i jest zaliczany do kategorii 2.1. 
Wyścig odbył się po raz pierwszy w 1996 i organizowany jest co roku. W 2003 i 2011 wyścigu nie rozgrywano. Dwukrotnie wyścig wygrali: Włoch Fortunato Baliani, Irańczyk Samad Poor Seiedi, Hiszpan Óscar Pujol oraz Australijczyk Nathan Earle. Wśród zwycięzców wyścigu jest też dwóch Polaków - Andrzej Sypytkowski (wygrał w 1999) i Paweł Niedźwiecki (zwyciężył w 2001).

## Lista zwycięzców
| Rok                 | Pierwsze              | Drugie              | Trzecie                |          |
| ------------------- | --------------------- | ------------------- | ---------------------- | -------- |
| 1996                | Jean-Philippe Duracka | David Lefèvre       | Daisuke Imanaka        |          |
| 1997                | Bart Bowen            | Riccardo Ferrari    | Peter Rogers           |          |
| 1998                | Frank McCormack       | Jaroslav Bílek      | Andreas Walzer         |          |
| 1999                | Andrzej Sypytkowski   | Denis Lunghi        | Nick Gates             |          |
| 2000                | Mauro Gianetti        | Grzegorz Wajs       | René Haselbacher       |          |
| 2001                | Paweł Niedźwiecki     | Pietro Zucconi      | Scott Davis            |          |
| 2002                | Ołeksandr Kłymenko    | Simone Mori         | Bert Scheirlinckx      |          |
| 2003 nie rozgrywano |                       |                     |                        |          |
| 2004                | Shinichi Fukushima    | Christian Heule     | Mikhail Teteriouk      |          |
| 2005                | Félix Cárdenas        | Andriej Mizurow     | Matteo Carrara         |          |
| 2006                | Władimir Duma         | John-Lee Augustyn   | Andriej Mizurow        |          |
| 2007                | Francesco Masciarelli | Walentin Iglinski   | Aleksandr Djaczenko    |          |
| 2008                | Cameron Meyer         | Jai Crawford        | Vincenzo Garofalo      |          |
| 2009                | Sergio Pardilla       | Gong Hyo-suk        | Dmitrij Fofonow        |          |
| 2010                | Cristiano Salerno     | Andriej Mizurow     | Alexandr Shushemoin    |          |
| 2011 nie rozgrywano |                       |                     |                        |          |
| 2012                | Fortunato Baliani     | Julián Arredondo    | Jarosław Dąbrowski     |          |
| 2013                | Fortunato Baliani     | Julián Arredondo    | Damien Monier          |          |
| 2014                | Samad Poor Seiedi     | Grega Bole          | Ghader Mizbani Iranagh |          |
| 2015                | Samad Poor Seiedi     | Rahim Ememi         | Hossein Askari         |          |
| 2016                | Óscar Pujol           | Marcos García       | Samad Poor Seiedi      |          |
| 2017                | Óscar Pujol           | Nathan Earle        | Hamid Pourhashemi      |          |
| 2018                | Marcos García         | Hermann Pernsteiner | Thomas Lebas           |          |
| 2019                | Chris Harper          | Benjamín Prades     | José Vicente Toribio   |          |
| 2020                | odwołany              | odwołany            | odwołany               | odwołany |
| 2021                | Nariyuki Masuda       | Thomas Lebas        | Masaki Yamamoto        |          |
| 2022                | Nathan Earle          | Benjamin Dyball     | Thomas Lebas           |          |
| 2023                | Nathan Earle          | Benjamin Dyball     | Atsushi Oka            |          |
| 2024                | Giovanni Carboni      | Merhawi Kudus       | Benjamin Dyball        |          |